# جميلة تمازيرت
جميلة تمازيرت سياسية جزائرية، كانت وزيرةً للصناعة والمناجم من 1 أفريل 2019 إلى 2 يناير 2020، حيث عينها الرئيس عبد العزيز بوتفليقة بـحكومة بدوي.

## نشأتها ودراستها

### نشأتها
ولدت تمازيرت يوم 5 نوفمبر 1956.

### دراستها
- شهادة ليسانس في العلوم المالية من جامعة الجزائر.[4]

- شهادة ماستر في التسيير في الصناعات الغذائية من معهد العلوم الزراعية بمونبلييه الفرنسية.[4]

## المناصب التي تولتها
تقلدت تمازيرت عدة مناصب منها:
- 1 أفريل 2019: وزيرة الصناعة والمناجم.
- 2015-2018: رئيس المديرة العامة للمجمع العمومي للصناعات الغذائية أغروديف (AGRODIV).
- 2007-2014: المديرة العامة لمجمع الرياض الجزائر.
- 1999-2006: مديرة المالية والمحاسبة بمجمع الرياض الجزائر.

## الفساد

### وسائل الإعلام والأخبار
حسب عدة وسائل إعلام راجت أخبار بأنه تم استدعائها من طرف محكمة سيدي امحمد أو فصيلة الأبحاث للدرك الوطني بباب جديد بخصوص قضية عمر بن عمر. بخصوص ملف بيع مطاحن قورصو في بومرداس لرجل الأعمال العيد بن عمر في عهد وزير الصناعة السابق عبد السلام بوشوارب.
لكنه نُفِي ذلك من خلال وزارة الصناعة والمناجم (تعتبر المسؤولة الأولى في الوزارة) وجاء في البيان ما يلي: «....لقد أوردت بعض وسائل الإعلام أخبار بخصوص استدعاء وزيرة الصناعة والمناجم السيدة جميلة تمازيرت للتحقيق فيما روج له بقضية عمر بن عمر واستدعائها من طرف محكمة سيدي أمحمد أو فصيلة الأبحاث للدرك الوطني بباب جديد، فإن وزارة الصناعة والمناجم تفند هذا الخبر الذي لا أساس له من الصحة....»

### عبد القادر بن قرينة
اتهامها المرشح للانتخابات الرئاسية 2019 عبد القادر بن قرينة في تجمع شعبي نشطه بولاية الشلف بأنها منحت دفتر الشروط (ملحق بالعقد المبرم) لأحد رجال أعمال العصابة المسجونين.
وصرح بخصوص ذلك: «....هناك صفقات خارج اطار القانون بملايير الدولارات، وانتهى دفتر شروطها، جاءت وزيرة الصناعة، بوصفة غير قانونية، منحت لأحد العصابة الموجودين في السجن وشركة الدولة الفرنسية، دفتر الشروط....أخدت مقابل من المتهم لتمنحه الدفتر، أن رجل الأعمال لم يوفي بالدفتر لأن الشريك الأجنبي لم يرد المساهمة معه....»